# Općina Zelenikovo
Općina Zelenikovo (makedonski: Општина Зелениково) je jedna od 80 općina Republike Sjeverne Makedonije koja se prostire na sjeveru Sjeverne Makedonije. 
Upravno sjedište ove općine je selo Zelenikovo, s 1 906 stanovnika.

## Zemljopisne osobine
Općina Zelenikovo je prigradska skopska općina koja se prostire se po južnom dijelu Skopskog polja i obroncima planine Brazde.  
Općina Zelenikovo graniči s Općinom Petrovec na sjeveroistoku,  s Općinom Veles na istoku, s Općinom Čaška na jugu, te s Općinom Studeničani na zapadu.
Ukupna površina Općine Zelenikovo je 176,95 km².

## Stanovništvo
Općina Zelenikovo  ima 4 077 stanovnika. Po popisu stanovnika iz 2002. nacionalni sastav stanovnika u općini bio je sljedeći;

## Naselja u Općini Zelenikovo
Ukupni broj naselja u općini je 14, od kojih su svih 14 sela.

## Pogledajte i ovo
- Sjeverna Makedonija
- Općine Sjeverne Makedonije

## Vanjske poveznice
- Općina Zelenikovo na stranicama Discover Macedonia